# Jevrejska bolnica u Beogradu
Jevrejska bolnica u Beogradu bila je specijalizovana zdravstvena ustanova osnovana 1941. godine u okupiranom Beogradu, u zgradi Jevrejskog ženskog društva, u ulici Visokog Stevana 2. Cilj njenog osnivanja je bio organizacija zdravstvenog zbrinjavanja pripadnika ovog naroda za vreme Drugog svetskog rata, nakon donošanje odluke Vermahta da se Jevrejima zabrani lečenje u javnim zdravstvenim ustanovama Srbije.  Rad bolnice bio je pod stalnom kontrolom organa Gestapoa, SS-poručnika Fritzstraka, koji je stalno forsirao osoblje bolnice da se bolesnici što pre otpuste sa lečenja i upute u logor „Sajmište”.

## Istorija
Bolnica je u okupiranom Beogradu osnovana 1. juna 1941. u zgradi Jevrejskog ženskog društva, (danas ulici Visokog Stevana 2. u kojoj se nalazi Fakultet za specijalnu edukaciju i rehabilitaciju) i radila je sve do 23. marta 1942. kada je zverski ubijen i poslednji njen bolesnik. Za njenog  načelnika izabran je dr Bukić Pijade.
Snabdevanje sredstvima za rad
Zahvaljujući dr Sergeju Ramzinu, direktoru saniteta beogradske opštine, kao i „Srpskom crvenom krstu“, bolnica je povremeno snabdevena najosnovnijom opremom potrebnom za rad: gvozdenim krevetima, lekovima i sanitetskim materijalom. Ostala medicinska sredstva neophodna za rad obezbedili su sami lekari, koji su u bolnicu doneli svoj lični inventar, odnosno medicinske instrumente, električne aparate, dva rentgenska aparata, i druga sredstva iz svojih predratnih privatnih ordinacija. Tkođe, Jevreji apotekari u bolnicu su doneli lekove koje su mogli da na vreme spasu iz svojih apoteka apoteka. 
Specijalistička odeljenja i lekarske komisije
Pored određenih specijalističkih odeljenja koja su imale i ostale tadašnje bolnice, u Jevrejskoj bolnici postojale su i specijalne lekarske komisije koje su preuzele rad privremene ambulante na Tašmajdanu.
Jedan od konspirativnih zadataka lekara bolnice bio je da izdaju potvrde o bolesti sasvim zdravim ljudima određenim za prinudni rad, kako bi im obezbedili vreme neophodno za organizovanje bekstva iz Beograda.
Kapacitet bolnice i organizacija rada
Bolnica je imala oko 100 bolesničkih kreveta. Mešutim zbog teških uslova života Jevreja koji su često poboljevali, kao i činjenice da je bolnica postala „azil za fizičke i duševne invalide, starce i nemoćne“, iako dobro organizovana, morala je ubrzo da proširi kapacitete.
Potreba za novim kapacitetima postala je još veća kada su polovinom avgusta 1941. godine, iz Banata prtoterani svi Jevreji i deportovani u Beograd. Tog meseca je u bolnicu smešten izvestan broj bolesnih ili starih banatskih Jevreja, dok su ostali bili smešteni prvenstveno u staroj sinagogi u Avramovoj ulici i u zgradi „Oneg Šabata“, kao i po privatnim jevrejskim kućama.
Novi porst broj ležaja na 800, dogodio se početkom januara 1942. kada je usledio veći priliv pacijenata, naročito žena i dece iz logora „Sajmište”, kada je nekoliko stotina njih prebačeno u bolnicu.

Tokom 1942. godine bolnica nije bila samo zdravstvena ustanova već po rečima jedinog preživelog bolničara Morica Marcija Levija, koji je radio u bolnici i u uspeo da se spasi pre likvidacije, 
„I to je bio logor (...). To se odnosi naročito na onaj period kada je u toj bolnici bilo oko 700-800 bolesnika.“

### Uslovi rada
Radni i preventivno-medicinski uslovi u bolnici bili su teški i epidemiološki nesigurni, naročito posle dolaska Jevreja iz Banata. Hrane je bilo nedovoljno, a bolesnici su bili smeštani i po hodnicima.
Iako ispred jevrejske bolnice nije bila straža, Nemci su vršili svakodnevnu kontrolu u bolnici, tokom koje su izdvajali bolesnike za koje su smatrali da se moraju vratiti u logor, iako ih nisu medicinski pregledali.
Tokom postojanja logora Topovske šupe i iz logora Sajmište, nemačke vlasti su u bolnicu prebacivale teške bolesnike (najviše stare žene i decu), uglavnom obolele od zapaljenja pluća ili uva, izgladnelih, promrzlih, punih kožnih infekcija.
U bolnicu su prebačeni i oni bolesnici koji su još ležali u državnim bolnicama, kao na primer u „duševnoj“ bolnici. Tako da je polovinom marta 1942. godine, pred početak konačne likvidacije Jevreja u Srbiji, u bolnici bilo oko 700 — 800 ljudi, što bolesnika, što osoblja, što njihovih porodica.

### Prestanak rada
Iako je većina bolesnika i osoblja bolnice bilo ubeđeno da neće biti straljano već transportovano negde u Poljsku, sledila je likvidacija svih bolesnika i zdravstvenog osoblja jevrejske bolnice 18. marta 1942.

Likvidacija bolnice počela je tako što je kraj oko nje prvo bio blokiran od strane nemačkih stražara i ljotićevaca, a zati po pričanju jednog od preživelih bolničara i očevidaca, Morica Marcija Levija...
Jedan veliki kamion, sive boje, sa jednim ogromnim sandukom i vratima na zadnjem delu dolazio je po nekoliko puta dnevno pred bolnicu i postavljao se tako na ulaz bolnice da se sa ulice nisu uopšte mogla videti lica koja ulaze u kamion, to jest, kamion je svojim zadnjim delom bio prispojen na ulaz bolnice sa otvorenim dvokrilnim vratima, tako da su lica direktno iz zgrade ulazila u kamion. Kamion je išao ulicom Tadeuša Košćuška i Cara Dušana preko Slavije u pravcu Autokomande, pa do Jajinaca...gde su pokopani posmrtni ostaci prethodno ugušenih Javreja u tom sivom kamionu, zvanom „dušegupka.”
Prenamena bolnice
Posle likvidacije svih bolesnika i osoblja Jevrejske bolnice, u ovoj zgradi je do kraja Drugog svetskog rata bila stacionirana jedna nemačka vojna bolnica.

## Spomen obeležje
Posle gotovo osam decenija u Beogradu je 2018. godine  postavljena spomen-ploča na zgradi nekadašnje Jevrejske bolnice iz koje je marta 1942. godine okupatorska nacistička vojska u smrt poslala blizu 800 Jevreja.
Postavljanjem spomen ploče na zgradi Fakultet za specijalnu edukaciju i rehabilitaciju,  na Dorćolu, u kojoj je tokom Drugog svetskog rata bila Jevrekjska bolnica, ovaj objekat konačno propisno obeležen, kao mesto od istorijskog značaja za grad Beograd i Jevrejski narod koji je u njemu stradao.

## Literatura
- Јеврејско женско друштво у Београду : 1874—1924. Београд: Издање Управе Јеврејског Женског Друштва. 1924.

## Spoljašnje veze
- Бојан Ђокић, Нумеричка анализа списка јеврејских здравствених радника - жртава фашистичког терора - током Другог светског рата у Југославији